# Lijst van zoogdieren in Vanuatu
Dit is een lijst van landzoogdieren die voorkomen in Vanuatu. Alle vleermuizen zijn inheems, alle andere soorten zijn geïntroduceerd.

## OrdeVleermuizen(Chiroptera)

### FamilieGrote vleermuizen(Pteropodidae)
- Notopteris macdonaldi
- Pteropus anetianus
- Pteropus fundatus
- Tongavleerhond (Pteropus tonganus)

### FamilieBladneusvleermuizen van de Oude Wereld(Hipposideridae)
- Aselliscus tricuspidatus
- Hipposideros cervinus

### FamilieBulvleermuizen(Molossidae)
- Chaerephon bregullae

### FamilieGladneusvleermuizen(Vespertilionidae)
- Miniopterus australis
- Miniopterus macrocneme
- Miniopterus tristis
- Myotis aff. adversus

## OrdeEvenhoevigen(Artiodactyla)

### FamilieVarkens(Suidae)
- Wild zwijn (Sus scrofa) (geïntroduceerd)

## OrdeKnaagdieren(Rodentia)

### FamilieMuridae
- Polynesische rat (Rattus exulans) (geïntroduceerd)